# Gezonter Violett-Milchling
Der Trockene oder Gezonte Violett-Milchling (Lactarius violascens) ist eine Pilzart aus der Familie der Täublingsverwandten (Russulaceae). Es ist ein mittelgroßer bis großer Milchling mit einem ockergrau bis violettbraunen, bisweilen undeutlich gezonten Hut, der sich bei Verletzung dunkelviolett verfärbt. Die sehr seltene Art ist vielerorts vom Aussterben bedroht und erscheint von September bis November in kalkreichen Laubwäldern bei Eichen und Hainbuchen.

## Merkmale

### Makroskopische Merkmale
Der Hut ist 4–15 cm breit, gewölbt mit einer leicht niedergedrückten Mitte und einem anfangs eingebogenen Rand, der sich aber kontinuierlich ausbreitet. Alte Fruchtkörper sind oft trichterförmig und haben einen glatten und scharfen Rand. Die Hutoberfläche ist glatt oder fein radial gerunzelt und im trockenen Zustand matt. Bei Feuchtigkeit wird die Huthaut schmierig und schwach glänzend, aber niemals schleimig. Der Hut ist zuerst beigebraun und dabei leicht hellviolett getönt. Später wird er rot- oder violettbraun bis ockergrau und ist entweder völlig ungezont oder undeutlich dunkler tongrau-ockerbraun gezont. Der Rand ist meist blasser gefärbt.
Die Lamellen sind breit angewachsen oder laufen mehr oder weniger am Stiel herab. Sie sind mittelbreit und stehen ziemlich gedrängt. In Stielnähe sind sie oft gegabelt. Sie sind jung blass cremefarben und später hell ockerbraun und verfärben sich bei einer Verletzung weinrötlich-violett bis schiefer-violett. Das Sporenpulver ist blass cremefarben.
Der jung volle, später eng hohle Stiel wird 3–10 cm lang und 1–1,5 (2) cm breit. Er ist zylindrisch oder verjüngt sich zur Basis hin. Die Oberfläche ist glatt, trocken und jung weißlich bis hell cremefarben und später von gelb über cremefarben bis gräulichocker gefärbt. Besonders an der Basis kann der Stiel gelbbraun flecken, verletzte Stellen verfärben sich purpurviolett bis dunkel graurot.
Das weißliche Fleisch ist ziemlich fest und elastisch und im Stiel hohl, später verfärbt es sich langsam graulila bis dunkelviolett. Im Anschnitt wird es nach 4–5 Minuten dunkel purpurviolett. Es schmeckt mild oder leicht bitter und riecht schwach fruchtig. Die Milch ist weiß und unveränderlich, wenn sie keinen Kontakt zum Fleisch hat. Auch sie schmeckt mild und dann bitterlich.

### Mikroskopische Merkmale
Die fast runden bis elliptischen Sporen sind durchschnittlich 9,2–9,6 µm lang und 7,3–7,7 µm breit. Der Q-Wert (Quotient aus Sporenlänge und -breite) ist 1,1–1,4. Das Sporenornament besteht aus sehr unterschiedlich hohen und breiten Graten, die stellenweise bis zu 1,5 µm hoch und spitz sind, Sie sind durch feinere Linien verbunden, die ein unregelmäßiges und unvollständiges Netz bilden. Der Hilarfleck ist inamyloid.
Die fast zylindrischen bis leicht keuligen und 4-sporigen Basidien sind 40–55 µm lang und 10–12 µm breit. Die 45–80 µm langen und 8–13 µm breiten Pleuromakrozystiden sind ziemlich häufig. Sie sind spindelförmig oder haben eine leicht perlenkettenartig eingeschnürte Spitze. Die Lamellenschneide ist steril. Die 30–70 µm langen und 7–11 µm breiten Cheilomakrozystiden sind häufig. Sie sind spindelförmig und haben oft eine stark perlenkettenartig eingeschnürte Spitze. Die Parazystiden sind zylindrisch bis keulenförmig und messen 10–35 × 4–8 µm.
Die Huthaut (Pileipellis) ist eine 100–200 µm dicke Ixocutis oder ein Ixotrichoderm. Die 1–4 µm breiten Hyphen sind dünnwandig, hyalin, verschrumpelt und gelatinisiert, vor allem in der oberen Schicht.

## Artabgrenzung
An vergleichbaren Standorten kommen noch zwei ebenfalls violett milchende Arten vor, der Fahle Milchling (Lactarius luridus) und der Hellgelbe Violett-Milchling (Lactarius flavidus). Der sehr ähnliche und nah verwandte Fahle Milchling verfärbt sich im Anschnitt lediglich blass lila bis hellviolett und nicht so dunkelviolett wie der Gezonte Violett-Milchling. Mikroskopisch unterscheidet er sich durch ein niedrigeres Sporenornament sowie das Fehlen von extrazellulären Pigmenten in der Huthaut, die beim Gezonten Violett-Milchling als dunkelbraune Körnchen erkennbar sind.
Der Hellgelbe Violett-Milchling hingegen hat cremegelbe Fruchtkörper und eine Milch, die sich auch ohne Verbindung zum Fleisch violett verfärbt.

## Ökologie
Der Gezonte Violett-Milchling ist ein Mykorrhizapilz, der mit Eichen, Hain- oder Rotbuchen eine symbiotische Beziehung eingehen kann. Man findet ihn an Wald- und Wegrändern in Birken- und Hainbuchen-Eichenwäldern. Er mag basen- und nährstoffreiche Böden über Kalk, Kalksand- oder nicht zu basenarme Silikatgesteinsböden. Die Fruchtkörper erscheinen meist gesellig von September bis November.

## Verbreitung

Verbreitung des Montanen Gezonten Violett-Milchlings in Europa. Grün eingefärbt sind Länder, in denen der Milchling nachgewiesen wurde. Grau dargestellt sind Länder ohne Quellen oder Länder außerhalb Europas.

Der Milchling wurde in Nordasien (Japan Korea), Nordafrika (Marokko) und Europa nachgewiesen. Er ist mehr oder weniger im gesamten West- und Mitteleuropa verbreitet, aber fast überall selten. Außerdem kommt er in Fennoskandinavien vor, wo er weit verbreitet aber ebenfalls selten ist.
Die Rote Liste der Großpilze Deutschlands listet die Art als vom Aussterben bedroht (Gefährdungskategorie 1). In der Schweiz kann er in bestimmten Jahren recht häufig sein.

## Systematik
Der Gezonte Violett-Milchling wurde 1816 erstmals von J. Otto als Agaricus violescens beschrieben. 1838 stellte ihn Fries in die Gattung Lactarius, sodass er seinen heute gültigen Artnamen erhielt. Weitere nomenklatorische Synonyme sind: Lactarius uvidus var. violascens (J. Otto: Fr.) Quél. (1888) und Lactifluus violascens (J. Otto: Fr.) Kuntze (1891). Außerdem ist der Milchling synonym zu Lactarius luridus im Sinne von Bataille (1908), Ricken (1915), Saccardo (1919) und Nüesch (1921).

### Infragenerische Systematik
Der Gezonte Violett-Milchling wird von Bon, Basso und Heilmann-Clausen in die Untersektion Uvidini gestellt, die ihrerseits in der Sektion Uvidi steht. Die Vertreter der Untersektion haben eine weiße Milch, die sich lila oder violett verfärbt. Ihre Hüte sind weinrötlich, grau oder bräunlich gefärbt und mehr oder weniger klebrig bis schleimig. Der Hutrand ist manchmal behaart.

## Bedeutung
Der Gezonte Violett-Milchling ist ungenießbar.